# Вальтер-Борьянс, Норберт
Норберт Вальтер-Борьянс (нем. Norbert Walter-Borjans; род. 17 сентября 1952, Крефельд), также известен как НоВаБо (нем. NoWaBo) — немецкий экономист и политик, бывший сопредседатель СДПГ (2019–2021).

## Биография
Родился 17 сентября 1952 года в Крефельде (Северный Рейн-Вестфалия), сын плотника и портнихи. В 1978 году окончил Боннский университет, где изучал экономику, в 1982 году защитил докторскую диссертацию факультете экономических и общественных наук Кёльнского университета. В 1978—1980 годах работал в Дюссельдорфе на предприятии химической компании Henkel, в 1982—1984 годах — в Кёльнском университете. Имя при рождении — Норберт Вальтер, в 1986 году добавил к нему фамилию жены, после чего за ним утвердилось прозвище NoWaBo.
В 1982 году вступил в Социал-демократическую партию.
Начал политическую карьеру в 1980-е годы в команде тогдашнего премьер-министра земли Северный Рейн-Вестфалия Йоханнеса Рау. Занимал должность статс-секретаря в Сааре, а также децернента по экономике и городского казначея в Кёльне. В 2010—2017 годах являлся министром финансов Северного Рейна-Вестфалии.
6 декабря 2019 года на съезде СДПГ в Берлине получил около 90 % голосов делегатов и вместе с Заскией Эскен занял должность сопредседателя СДПГ. В первом туре голосования им противостояли действующий министр финансов Германии Олаф Шольц и бранденбургский земельный политик Клара Гайвиц, и тандем Вальтер-Борьянс — Эскен построил кампанию на критике участия СДПГ в коалиционном правительстве Ангелы Меркель.
23 октября 2021 года после выигранных в сентябре парламентских выборов и в разгар коалиционных переговоров СДПГ с зелёными, выступающими категорически против ввода в действие газопровода Северный поток 2, Вальтер-Борьянс выступил в его поддержку, заявив в интервью газете Augsburger Allgemeine: «Поставщиков, к сожалению, редко можно выбрать по симпатии к политической системе, то же самое происходит с нефтью». Далее он пояснил, что независимость можно обеспечить, устанавливая «как можно больше связей с как можно большим количеством партнёров». Кроме того, по словам Вальтер-Борьянса, поставки российского газа необходимы Германии на период перехода к климатически нейтральной энергетике.
29 октября 2021 года заявил в интервью газете Rheinische Post об отказе от выдвижения своей кандидатуры на следующих выборах сопредседателей партии в декабре 2021 года.